# Conus stercusmuscarum
Espèce
Statut de conservation UICN

 LC  : Préoccupation mineure
Conus stercusmuscarum est une espèce de mollusques gastéropodes marins de la famille des Conidae.
Comme toutes les espèces du genre Conus, ces escargots sont prédateurs et venimeux. Ils sont capables de « piquer » les humains et doivent donc être manipulés avec précaution, voire pas du tout.

## Description
La taille de la coquille varie entre 27 mm et 64 mm.

## Distribution
Cette espèce piscivore est présente dans l'océan Pacifique occidental : Fidji, Îles Marshall, Papouasie-Nouvelle-Guinée, Îles Salomon ; également au large de Indonésie, Japon, Taiwan, Philippines et en Australie (Territoire du Nord, Queensland).

### Niveau de risque d’extinction de l’espèce
Selon l'analyse de l'UICN réalisée en 2011 pour la définition du niveau de risque d'extinction, cette espèce est présente du Japon aux îles Marshall et aux Fidji, en Indonésie, aux Philippines et aux îles Salomon. Elle est très commune dans certaines parties de son aire de répartition. Il n'y a pas de menaces majeures connues pour cette espèce et sa distribution chevauche probablement certaines AMP dans son aire de répartition. Nous avons donc inscrit cette espèce dans la catégorie " préoccupation mineure ".

## Taxinomie

### Publication originale
L'espèce Conus stercusmuscarum a été décrite pour la première fois en 1758 par le naturaliste suédois Carl von Linné dans « la 10ème édition du Systema Naturæ »,.

### Synonymes
- Conus (Pionoconus) stercusmuscarum Linnaeus, 1758 · appellation alternative
- Cucullus arenatus Röding, 1798 · non accepté
- Cucullus sabella Röding, 1798 · non accepté
- Textilia stercusmuscarum (Linnaeus, 1758) · non accepté